# Ermengol Passola
Ermengol Passola i Badia (Barcelona, 1925-2009) fue un empresario y promotor cultural catalán. 
Nació al lado del Palacio de la Generalidad de Cataluña, en la calle de Sant Honorat, 1 y según el mismo contaba, vivir tan cerca los acontecimientos políticos de la década de los años treinta marcaron para siempre su sentimiento nacionalista. Siempre decía que desde el balcón de su casa tenía una vista privilegiada de los acontecimientos que allí se sucedían.
Estuvo desde el comienzo en la creación de una de las primeras iniciativas de la resistencia cultural catalana de la posguerra, el Concurso Parroquial de Poesía de Cantonigròs. En el inicio del diseño de la Primera Junta Directiva del ADI-FAD Asociación de Diseño Industrial del Fomento de las Artes Decorativas), fue un importante impulsor y promotor de la Nova Cançó tanto con la discográfica Edigsa y la Llibreria Ona, como con la discográfica Concèntric 
y La Cova del Drac. En el año 1980 crea la asociación Amics de Joan Ballester y en el año 2001 Catalònia Acord
.
En 1984 le fue otorgado el Premio Cruz de San Jorge de la Generalidad de Cataluña, en el año 1987 obtuvo el V Premio de Actuació Cívica de la Fundació Lluís Carulla, en 2003 recibió el Memorial Lluís Companys de la Fundació Josep Irla
 y en 2008 recibió un homenaje en el Ateneo Barcelonés por su trayectoria de compromiso con Cataluña
Aparte de su reconocido activismo por todo lo catalán, también fue un empresario de éxito, ya que fue de los primeros que en aquellas épocas viajaba al extranjero y especialmente motivado por todo aquello que tenía que ver con el mundo de los muebles y el diseño. A sus más próximos siempre les contaba las peripecias de su primer viaje en Biscuter.
Fundó el conocido comercio de muebles, pionero de lo moderno en Barcelona, llamado Mobles Maldà, que se encontraba en el corazón del Barrio Gótico, en las Galerías Maldà, y en el interior del Palau Maldà, de la calle del Pi. 
Como en aquel tiempo, no había fábricas de muebles modernos, creó una para poder crear y comercializar lo más novedoso, y la situó en Hospitalet de Llobregat, y llevaba de nombre ICS, que significa X en catalán. Fue pionero en descubrir tendencias en el mundo del mobiliario catalán, vendiéndolas luego en el mercado español, no sin mucha dificultad, por la diferencia de mentalidad, y así fue como en los años 60 puso de moda el mueble Funcional, más tarde introdujo los muebles en pino natural, y ayudó a la introducción del mueble lacado en blanco y negro, también introdujo con sus ideas, los frontales de persiana de librillo, y ya entrados los años 80, lanzó el rústico moderno que invadió todas las casas de la Cerdaña y el Valle de Arán. Aparte, también tuvo en sus varios negocios, importadoras y distribuidoras de elementos para la casa y hogar, como de objetos de regalo. 
Otro de sus reconocidos negocios fue Maldà Import, en la calle Balmes, 191, el mejor establecimiento de la época en objetos de regalo y lista de boda, que fue diseñada en su totalidad por Rafael Marquina, y donde la "gauche divine" barcelonesa, efectuaba sus listas de boda.
Otra de las particularidades, fue que la publicidad que hacía de sus negocios en la prensa dominical, o revistas siempre era en lengua catalana, desafiando en aquella época al franquismo que no permitía su uso.
De sus negocios, salían las aportaciones a la cultura catalana. Otra de sus grandes cualidades humanísticas, era el olfato en descubrir personas que pudieran colaboran con él, y en Muebles Maldà, trabajó como jefe de ventas antes de ser famoso escritor y periodista Baltasar Porcel, gracias a que fue descubierto por Ermengol y le ofreció trabajar en Barcelona, hasta que su esposa Concha Alòs ganó en 1964 el premio Planeta.
El 1 de enero de 2009 falleció a consecuencia de una larga enfermedad.